# 皱叶变豆菜
皱叶变豆菜（学名：Sanicula rugulosa）为伞形科变豆菜属的植物，为中国的特有植物。分布于中国大陆的四川、西藏等地，生长于海拔2,700米的地区，多生长于山坡及岩石边草丛中，目前尚未由人工引种栽培。